# راؤول بيريز
راؤول بيريز (بالإسبانية: Raúl Adolfo Pérez) (11 نوفمبر 1939 بوينس آيرس الأرجنتين - ) هو لاعب كرة قدم أرجنتيني يلعب كلاعب وسط، شارك في الألعاب الأولمبية الصيفية 1960.

## وصلات خارجية
- راؤول بيريز على موقع ناشيونال فوتبول تيمز (الإنجليزية)
- راؤول بيريز على موقع أوليمبيديا (الإنجليزية)